# 엘베강 이동

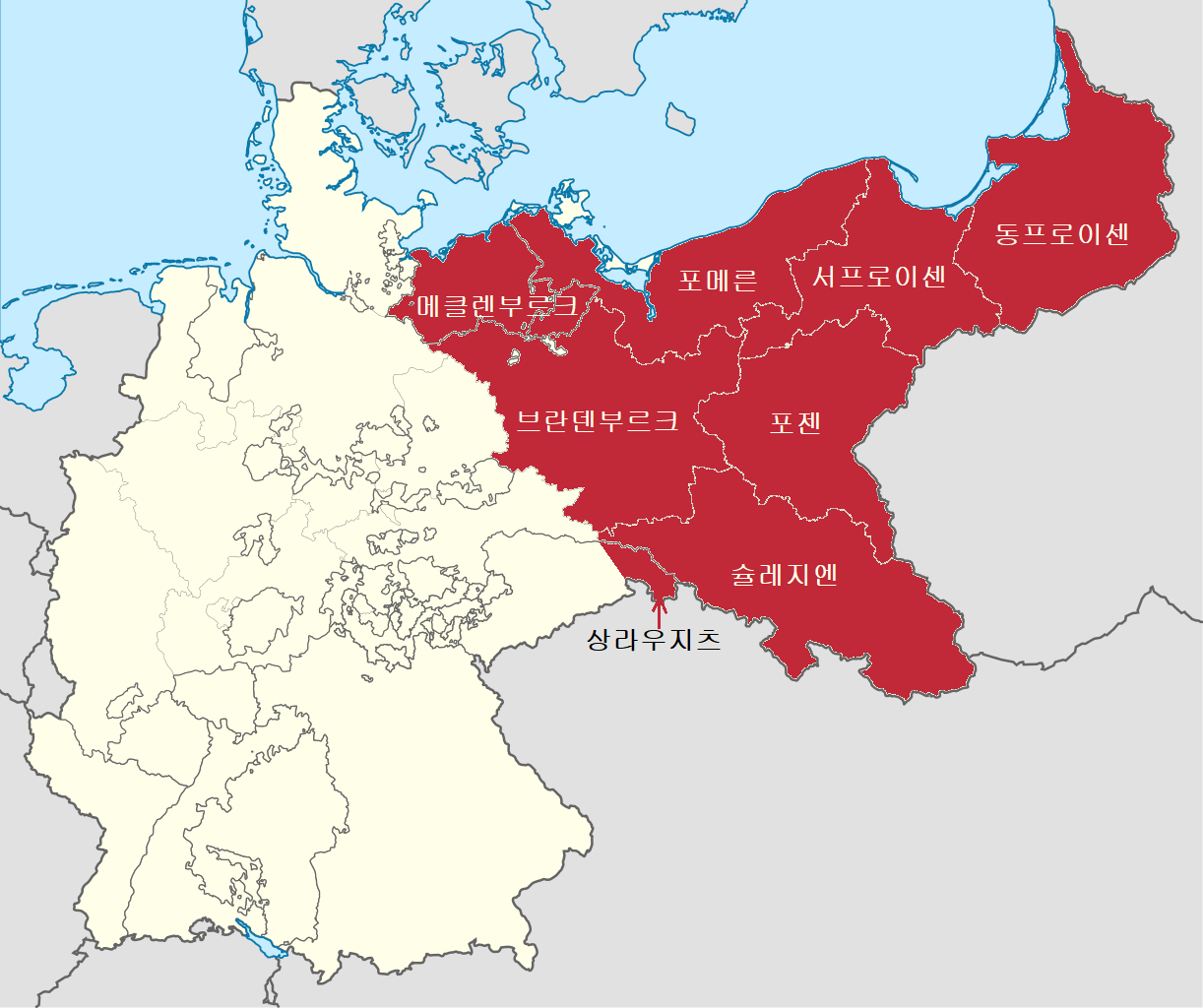

동부 엘비아(독일어: Ostelbien 오스트엘벤[*]) 지역은 제2차 세계대전 때까지 독일의 특정 지역을 지칭하던 비공식적 명칭이다.
말 그대로 엘베강 동쪽의 지역들로, 프로이센의 동·서프로이센, 포메른, 슐레지엔, 포젠, 작센의 상라우지츠 지역, 그리고 메클렌부르크슈베린, 메클렌부르크슈트렐리츠가 포함된다. 베를린 도시권은 엘베강 동쪽에 있지만 보통 여기에 포함되지 않는다.
동부 엘비아 지역은 역사적으로 장원제와 농노제가 오랫동안 지속된 지역이고, 정치적으로는 보수주의와 개신교 성향을 가졌다. "동부 엘비아의 융커"는 바이마르 공화국의 좌파 정당들에서 독일 국가인민당 같은 우파 정당을 공격할 때 사용한 레퍼토리였다. 동부 엘비아의 융커 집단은 독일 제국 시절부터 반동정치를 지탱하는 등뼈 역할을 했다.

## 참고 자료
- McNeill Eddie, Scott (2008) Landownership in Eastern Germany before the Great War : a quantitative analysis. Oxford Univ. Press. ISBN 0198201664